# St. Bernard's-Jacques Fontaine
St. Bernard's-Jacques Fontaine is een gemeente (town) in de Canadese provincie Newfoundland en Labrador. De gemeente ligt in het noorden van het schiereiland Burin aan de zuidkust van het eiland Newfoundland.

## Geschiedenis
De gemeente ontstond in 1994 uit de fusie van de plaatsen St. Bernard's en Jacques Fontaine. Deze aan elkaar grenzende gemeenten hadden tot dan de status van community.

## Demografie
Demografisch gezien is St. Bernard's-Jacques Fontaine, net zoals de meeste kleine gemeenten op Newfoundland, aan het krimpen. Tussen 1991 en 2021 daalde de bevolkingsomvang van 852 naar 433. Dat komt neer op een daling van 419 inwoners (-49,2%) in dertig jaar tijd.
| Jaar | Aantal inwoners | Verschil |
| ---- | --------------- | -------- |
| 1991 | 852             | –        |
| 1996 | 751             | -11,9%   |
| 2001 | 657             | -12,5%   |
| 2006 | 525             | -20,1%   |
| 2011 | 470             | -10,5%   |
| 2016 | 433             | -7,9%    |
| 2021 | 433             | ±0,0%    |

## Zie ook

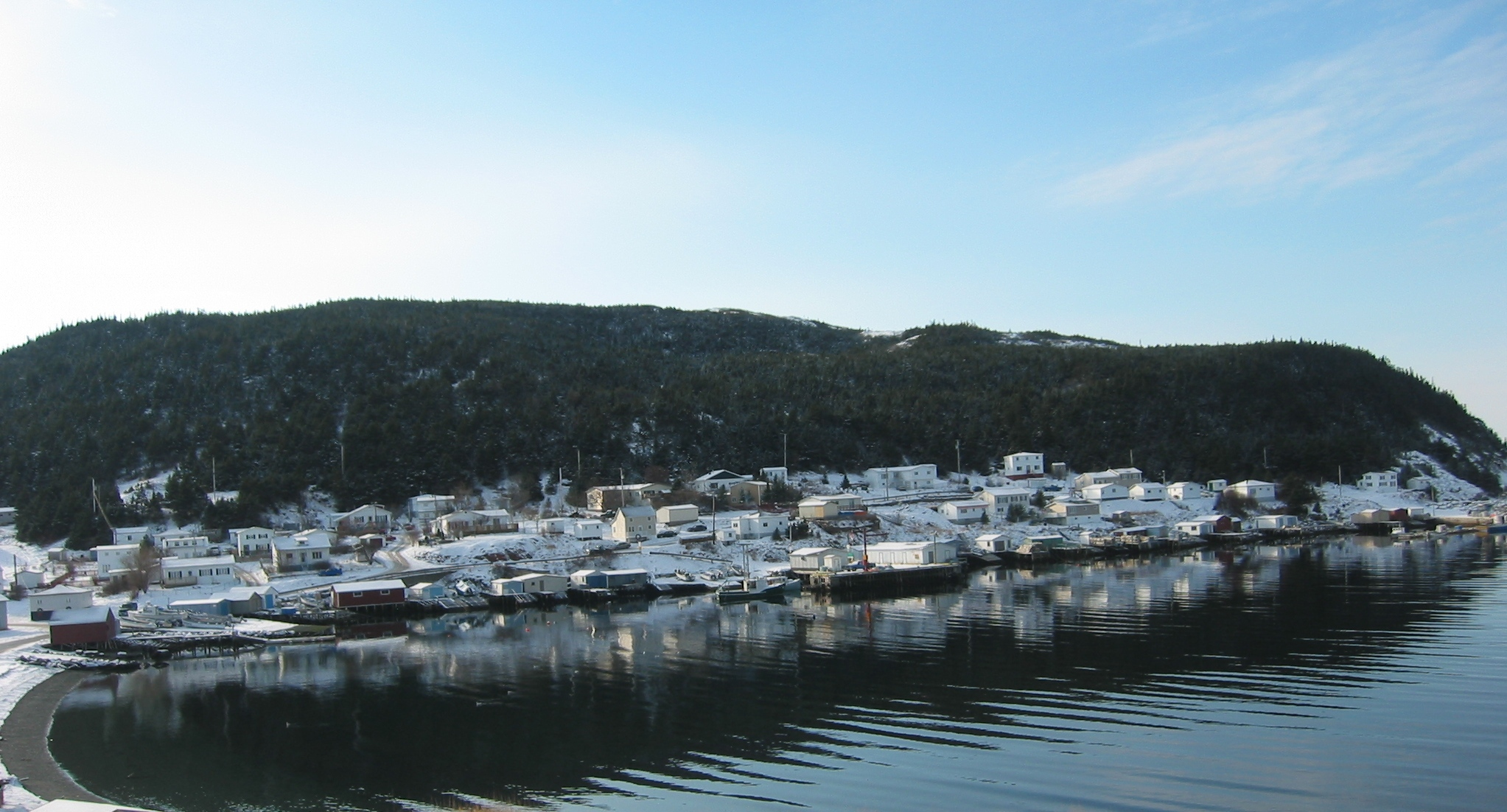
Zicht op bebouwing langsheen Bank Road in St. Bernard's (2005)